# Anna Świrszczyńska

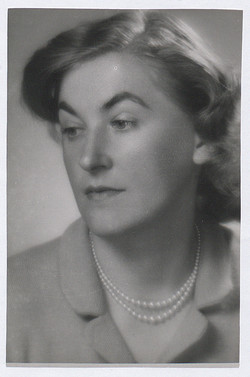
Anna Świrszczyńska in 1948

Anna Świrszczyńska (ook bekend als Anna Swir) (Warschau, 1909 – Krakau,1984) was een Poolse dichteres wier werk gaat over haar ervaringen in de Tweede Wereldoorlog, moederschap, het vrouwelijke lichaam en sensualiteit.

## Biografie
Świrszczyńska werd geboren in Warschau (toen nog deel van het Russische Rijk) en groeide op in armoede als dochter van een kunstenaar. Ze begon haar gedichten in de jaren dertig van de 20e eeuw te publiceren. Tijdens de nazi-bezetting van Polen werd ze lid van de Poolse verzetsbeweging. Ze was militaire verpleegster tijdens de Opstand van Warschau in 1944. Eens in die tijd wachtte ze 60 minuten op haar executie. Czesław Miłosz schrijft dat hij haar uit deze tijd kent en heeft werk van haar in het Engels vertaald. Deze oorlogservaringen hadden sterke invloed op haar werk. In 1974 publiceerde zij daarover Building the Barricade (oorspronkelijk Pools, vertaald in het Engels), wat het lijden dat zij gedurende deze periode zag. Ze schrijft vrij over haar vrouwelijke lichaam en de diverse stadia daarin.

## Werk (in het Nederlands)
- De mooiste van Świrszczyńska, Lannoo
- Gerard Rasch, Memento, Pegasus, 2005.

- Bibsys: 90334252
- Biblioteca Nacional de España: XX5560858
- Bibliothèque nationale de France: cb120298812 (data)
- CiNii: DA14612253
- Digitale Bibliotheek voor de Nederlandse Letteren: swir001
- Gemeinsame Normdatei: 119543974
- International Standard Name Identifier: 0000 0000 8414 8029
- Library of Congress Control Number: n80089733
- MusicBrainz: 61f57b77-fe37-40af-a8df-f21ea2aea5a1
- Nationale Bibliotheek van Tsjechië: js2005303665
- Nationale Bibliotheek van Israël: 987007274799805171
- Nationale Bibliotheek van Polen: a0000002247439
- Nationale en Universitaire bibliotheek Zagreb: 000325645
- Nederlandse Thesaurus van Auteursnamen: 296455180
- Système universitaire de documentation: 028469380
- Virtual International Authority File: 118511726
- WorldCat: E39PBJhMhg7YhgChVXWWGyqfbd